# Сталевий зливок

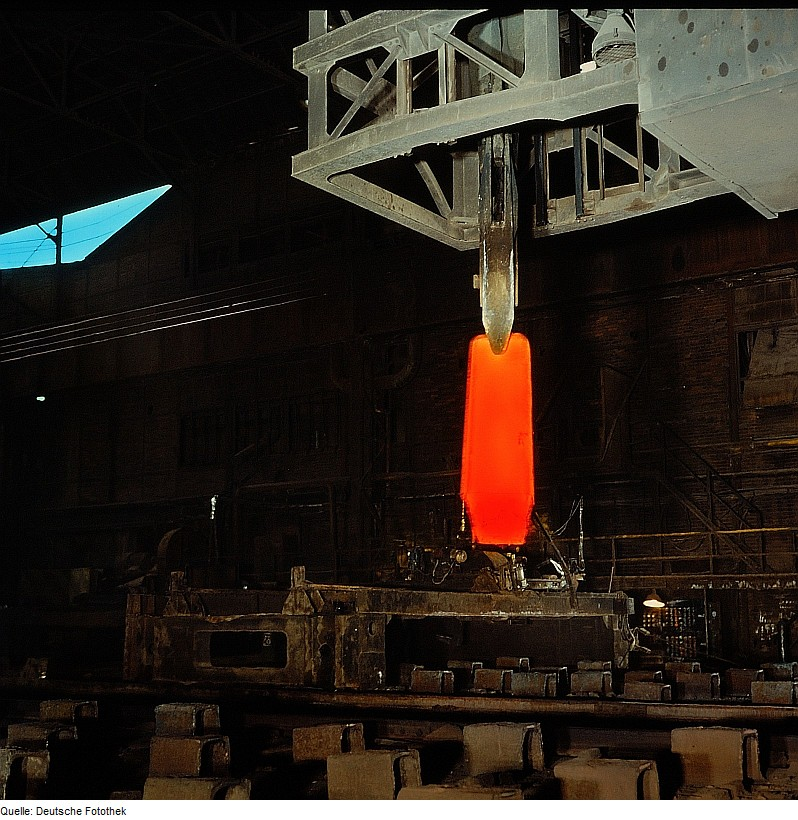
Розігрітий сталевий зливок перед прокаткою.

Сталевий зливок, або просто зливок — лита сталева заготовка, призначена для подальшої переробки шляхом пластичної деформації — прокатки, або обтискання, у обтискному стані з метою одержання заготовок для прокатного виробництва — блюмів або слябів. Зливки одержують шляхом розливання рідкої сталі у форми порівняно простих обрисів — виливниці. Зливок має форму зрізаної чотирьохгранної піраміди, така форма дозволяє легше діставати зливки з виливниць.
Якість сталевих зливків значною мірою впливає на якість металопрокату. З блюмів і слябів, вироблених зі сталевих зливків, прокаткою у прокатних станах виробляють сортопрокат і листопрокат. Тому питання виробництва якісних сталевих зливків, дослідження процесів кристалізації зливка, факторів, що впливають на механізм його твердіння і боротьба з дефектами у зливкі з метою вдосконалення процесу виробництва зливків залишаються актуальними і займають значне місце у наукових дослідженнях.
Відливання зливків зараз (початок 21 століття) у багатьох країнах в основному замінено безперервним розливанням сталі у заготовки.

## Одержання і обробка
Виплавлену у сталеплавильному агрегаті — мартенівській печі, конвертері або у електрдуговій печі — сталь зливають у сталерозливний ківш, який мостовим краном пересувають до вертикально встановлених виливниць. Після охолодження сталі виливниці з застиглим металом на сталевозному візку перевозять у окреме приміщення — стриперне відділення, де відокремлюють утворені зливки від виливниць. Отримані зливки або везуть на склад, або в нагрівальні колодязі обтискного цеху, де вони знову нагіваються до білого жару. Після цього зливок підйомним краном пересувають на обтискний стан, де з нього прокаткою виготовляють заготовки для сортопрокатних або листопрокатних станів — блюми або сляби.